# 黒部漁港
黒部漁港（くろべぎょこう）は、富山県黒部市にある第2種漁港。
かつては生地港と呼ばれていて、川の河口およびその付近を漁港としていたが、1960年に一部拡張。1969年から1977年頃にかけて拡張された。結果、内陸側に大きな漁港が誕生した。
港口を横断する際は、生地中橋か歩行者用の地下道を利用する。
港の入り口に位置する『黒部港北防波堤灯台』（1962年11月5日初点灯）には、生地たいまつ祭りにちなんで、2002年度よりたいまつをイメージした塗装が施されている。

## 沿革
- 1926年 - 調査着手[2]。
- 1928年 - 修築計画を立てる[2]。
- 1932年 - 着工[3]。
- 1937年 - 完成。当時の名称は『生地漁港』[3]。
- 1951年12月13日 - 第2種漁港に指定される[4]。
- 1960年 - 一部拡張（中流から上流の船溜まり場を整備）。これに伴い1961年に生地中橋を動力昇降式可動橋に架け替えた[4]。
- 1968年10月末 - 水銀灯4基を新設[5]。
- 1969年2月28日 - 農林省（現・農林水産省）告示第245号をもって、生地漁港から黒部漁港に改称[2]。
- 1969年度 - 1976年度 - 漁港背後の水田を掘り上げ、漁港を23,500㎡拡張[4]。
- 1977年度 - 1981年度 - 漁船の大型化に対応するため航路を拡張。これに伴い1982年に生地中橋を旋回式可動橋に架け替えた[4]。

## 周辺の施設
- 生地中橋
- 生地温泉
- 生地鼻灯台
- 魚の駅生地
- 黒部市立生地小学校